# Aeroporto di Aqtöbe
L'Aeroporto di Aqtöbe (IATA: AKX, ICAO: UATT) (in kazako Ақтөбе Халықаралық Әуежайы?; in russo Аэропорт Актобе?), è un aeroporto kazako situato a circa 5 chilometri a sud-ovest della città di Aqtöbe, nell'omonima regione. La struttura è dotata di una pista di asfalto lunga 3097 m, l'altitudine è di 225 m, l'orientamento della pista è RWY 13-31. L'aeroporto è aperto al traffico commerciale.